# Getal van Péclet
Het getal van Péclet is een dimensieloos getal dat de verhouding tussen warmteoverdracht door convectie en geleiding weergeeft.
{\displaystyle Pe={LV\rho C_{p} \over k}}
of
{\displaystyle Pe={LV \over \alpha }}
of
{\displaystyle Pe={Re\cdot Pr\!}}
L = karakteristieke lengte (=diameter voor druppels/bellen) [m]
V = snelheid [m s−1]
ρ = dichtheid [kg m−3]
Cp = warmtecapaciteit bij constante druk [J K−1 kg−1]
k = warmtegeleiding [W K−1 m−1]
α = warmteoverdrachtscoëfficiënt [m2 s−1]
Re = reynoldsgetal [-]
Pr = getal van Prandtl [-]
Het getal is genoemd naar Jean Claude Eugene Peclet (1793-1857).
Archimedes ·
Atwood ·
Bagnold ·
Bejan ·
Biot ·
Bond ·
Brinkman ·
capillair getal ·
Cauchy ·
Damköhler ·
Darcy ·
Dean ·
Deborah ·
Eckert ·
Ekman ·
Eötvös ·
Euler ·
Froude ·
Galilei ·
Graetz ·
Grashof ·
Görtler ·
Hagen ·
Iribarren ·
Keulegan-Carpenter ·
Knudsen ·
Laplace ·
Lewis ·
Mach ·
Marangoni ·
Morton ·
Nusselt ·
Ohnesorge ·
Péclet ·
Prandtl ·
Rayleigh ·
Reynolds ·
Richardson ·
Roshko ·
Rossby ·
Rouse ·
Schmidt ·
Sherwood ·
Shields ·
Stanton ·
Stokes ·
Strouhal ·
Stuart ·
Suratman ·
Taylor ·
Ursell ·
Weber ·
Weissenberg ·
Womersley